# Старі пісні про головне
«Старі́ пісні́ про головне́» (рос. Старые песни о главном) — музичний фільм, перша частина багатосерійного проєкту. Прем'єра відбулася в ніч проти 1 січня 1996-го на телеканалі ОРТ.

## Сюжет
Події відбуваються в колгоспі, де виступають зірки російської естради. Час дії: друга половина 1940-х — початок 1950-х років.

## Ролі
- Альона Апіна — ланкова рільничої бригади
- Олег Газманов — тракторист
- Наташа Корольова — дочка голови
- Леонід Агутін — шофер вантажівки
- Лада Денс — розлучниця
- Гарік Сукачов — достроково звільнений
- Андрій Макаревич — пасічник-пенсіонер
- Крістіна Орбакайте — дівчина на виданні
- Володимир Пресняков — молодший-демобілізований
- Барі Алібасов — бригадир косарів
- Софія Ротару — бригадирка-ударниця
- Філіп Кіркоров — шабашник з півдня
- Олександр Малінін — пастух
- Альона Свиридова — вчителька
- Лев Лещенко — дачник
- Група «На-На» — бригада косарів
- Лариса Доліна — завідувачка сільпо
- Ірина Отієва — продавчиня сільпо
- Сергій Мазаєв — тваринник
- Микола Фоменко — тваринник
- Віктор Рибін — тваринник
- Ігор Ніколаєв — чоловік у човні
- Анжеліка Варум — дівчина в човні
- Богдан Титомир — випускник професійного технічного училища
- Микола Расторгуєв — голова колгоспу
- Леонід Якубович — водій автобуса
- Юрій Яковлєв — голос за кадром

## Невідповідності
- За сюжетом, дія фільму відбувається в кінці 1940-х — початку 1950-х рр. Демобілізований солдат (Пресняков-молодший) згадує при зустрічі з випускником ПТУ (Богдан Титомир), що його не було 2 роки. У той час, після закінчення Другої світової війни, у Збройних силах служили 3 роки. Призивати на 2 роки стали з 1968 р.
- Пісня «Червона рута» написана в 1970 р., що не відповідає сюжетові фільму.
- ПТУшник (Богдан Титомир) приїжджає в село на автобусі КАВЗ-685, який почав вироблятися в 1971 р. Крім того, на автобусі висить номерний знак зразка 1994 р.